# Joachim Schröder (Theologe)
Joachim Schröder (* 9. März 1613 in Freudenberg (Ribnitz); † 1. Juni 1677 in Rostock) war ein deutscher lutherischer Theologe.

## Leben
Joachim Schröder war ein Sohn des späteren Ribnitzer Ratsherrn Peter Schröder und dessen Frau Eva, geb. Ansehl, Tochter des Ratsherrn Heinrich Ansehl in Krakow. Er studierte ab dem Wintersemester 1626/1627 an der Universität Rostock und wurde 1637 zum Magister promoviert und als Nachfolger von Konrad Huswedel (1594–1635) Prediger am St.-Georg-Hospital. Da die Hospitalkirche durch die Einwirkungen des Dreißigjährigen Krieges zerstört war, wurde ab 1638 die Gemeinde mit St. Johannis vereint. Die Kirche des ehemaligen Johannisklosters war bisher für akademischen Vorlesungen und auch zu Theateraufführungen von Schülern und Studenten benutzt worden. Dieser Brauch wurde von dem 1639 ins Amt gekommenen Rektor der Stadtschule an St. Johannis, Jeremias Nigrinus (Schwarz) mit Komödien des Plautus und Terenz fortgeführt. Da dies trotz der wieder stattfindenden Gottesdienste geschah, kam es 1642 zu einem Protest des Predigers von der Kanzel. Dieser führte in der Folge zu einer weit „ausgesponnenen geistlichen Broschürenfehde“, der die Geistlichen Ministerien von Rostock, Hamburg und Lübeck beschäftigte und selbst Johann Quistorp den Jüngeren zu einer Inauguralrede veranlasste.
Schröder wandte sich in seinem geistlichen Eifer auch gegen das Lesen der Texte und forderte zensierte Texte, womit er seiner Sache selbst schadete. Der Streit endete erst 1652, also lange nach Nigrinus’ Tod im Jahr 1646. Schröder schrieb Traktate zu den verschiedensten Themen, etwa 1643 den „Hoffahrts-Spiegel“ gegen die damaligen Moden, 1644 den „Friedens-Räthe Ehren-Kron“ zu den Friedensverhandlungen in Münster und Osnabrück, die „Bußposaune“ und die „Himmlischen Bußruthen“ von 1654. Er mahnte und predigte unablässig zu Buße und Kirchenzucht, forderte Reformen bei Kaufleuten, Handwerkern und Seefahrern sowie an den Universitäten durch Ausrotten des Pennalismus. Ab 1645 lehrte er auch an der Philosophischen Fakultät und las homiletische Collegia.
Ab 1658 musste er wegen Krankheit einen Adjunkten annehmen, Johann Moritz Poltz, seinen späteren Schwiegersohn und Nachfolger im Amt. 1668 wurde er emeritiert wegen „großer Haupte-Beschwerde“.
Joachim Schröder war ab 1637 verheiratet mit Dorothea Bacmeister (1610–1679), der Witwe und dritten Frau des Konrad Huswedel, seines Vorgängers. Dorothea Bacmeister war eine Tochter des Dr. med. und Physikus Matthäus Bacmeister in Lüneburg und Enkelin des Superintendenten Lucas Bacmeister an der Marienkirche in Rostock. Das Paar hatte zwei Söhne und zwei Töchter; den Sohn Joachim (1638–1712), 1671 Präpositus in Neukalen und Dargun, 1680 Hofprediger, 1689 2. Domprediger, 1706 Superintendent und 1707 Konsistorialrat in Güstrow; den Sohn Peter Schröder (1642–1695), von 1683 bis 1695 Hofbuchdrucker in Schwerin; die Tochter Sophie (1647–1685), die spätere Frau seines Nachfolgers; und die Tochter Dorothea († 1680), verheiratet mit Pastor Molli in Goldberg.

## Schriften (Auswahl)
Zu seinen Schriften siehe unter Weblinks: Druckschriften von und über Joachim Schröder im VD 17.
- Hellklingende Zucht-Posaune – Das ist/ Bewegliche Erinnerung an die Evangelische H. Geistliche und Weltliche Kirchen und Land-Vätter/ daß sie in Gott vereiniget/ vermittelst Der Kirchen und Civil-Zucht vor allen die in der ersten Tafel verbottene Sünden-Greuel (derer etliche hie beschrieben werden) dem Ehren-König Christo Jesu auß dem Wege räumen. [Zusammen gefasset und mit Approbation unterschiedlich Vornehmer Theologorum, sampt einem exegesi oder Außführung etlicher Puncten voriger Schrifften/ in Druck gegeben von M. Joachimo Schrödern.] Schiele, Frankfurt 1671, (Werk im VD 17.).
- In Nomine Jesu, Der Studenten und vieler anderer Leute Schuld-Artzney oder trewhertzige Erinnerung Wie die Studenten vieler unnötigen/ ungebührlichen/ und (wann sie nicht zu zahlen) schändlichen/ ja Den Professoren/ und Bürgern (dabey sie leben/ und etwas abborgen) Ihren Eltern/ und ihnen selbsten Höchst-schädlichen Unkosten mögen überhoben seyn/ In einer Warnung von vielfältigem schädlichem Borgen zu vermeiden/ Der löblichen Universität und Raht zu Wittenbergk vor etlichen Jahren publiciret enthalten … / zum Nachdruck befordert von M. Joachimo Schrodero Predigern zu S. Georg. in Rostogk. Riechel, Rostock 1652, (Werk im VD 17.).
- Hoffarts-Spiegel/ Oder Gründlicher Bericht von dem hochschändlichen/ gleichwol aber gemeinen Haupt-Laster Der Hoffart/ Die mit Kleidungen/ deroselbigen Veränderungen und Narren-Munstern/ fürnemlich von etzlichen vermeynten Studenten/ Frawen und Jungfrawen ... Und jetzt sampt einer Vorrede/ ... Neben einem Anhange/ darin die Beantwortung auff etzliche Einwürffe der Hoffärtigen enthalten ist/ … in Druck gegeben/ Durch M. Joachimum Schroderum. Rostock 1643, (Werk im VD 17.).